# Bronasta doba
Bronasta doba je doba v razvoju civilizacij med letoma 2300 in 800 pr.n. št., v kateri so z najnaprednejšimi metalurškimi postopki uspeli pridobiti baker iz surove rude in mu primešali zmesi ter tako dobili bron. Sama doba je del trodobnega sistema prazgodovine - kovinske dobe. V nekaterih delih sveta jo nasledi neolitik, medtem ko v nekaterih sploh ni bila prisotna.
Za najzgodnejše civilizacije veljajo sumerska in mezopotamska ter Stari Egipt in Indska civilizacija.
Bronasto dobo ločimo na štiri večja obdobja: starejšo (22.-16. stoletje pr. n. št.), srednjo (druga polovica 16.-14. stoletje pr. n. št.), kulturo žarnih grobišč (konec 14.-10. stoletje pr. n. št.) in pozno bronasto dobo (10.-8. stoletje pr. n. št
Zahodna Azija je izhodišče evropske bronaste tehnologije. Od tam je bil izvožen nov material in potrebno znanje. V Palestini je proizvodnja brona dokazana že 3300 pr. n. št., v Egiptu okoli 2700 pr. n. št., v srednji Evropi okoli 2200 pr. n. št. in v severni Evropi okoli leta 1800 pr. n. št. Bronasta doba tako predstavlja prostorsko časovno razširjen razvoj procesov, iz katerih izhajajo različne arheološke kulture in neodvisni pododdelki. Na splošno je razdeljena na zgodnjo ali starejšo, srednjo in pozno ali mlajšo bronasto dobo, absolutna datacija pa sledi splošnim procesom.
V nasprotju z evropsko, je azijska bronastodobna kultura že razvila prve pisave. Primeri so hieroglifi v Egiptu, klinopis na Bližnjem vzhodu in Linearna pisava B pri Mikenski civilizaciji. Arheološke najdbe je torej najprej treba dopolniti, popraviti in pregledati skozi pisne vire. Po znanih pisnih virih vladarjev in dinastij, je izraz "Bronasta doba" orodje za kronološko razvrstitev dogodkov v znanosti.

## Bližnji vzhod

#### Časovnica Bližnjega vzhoda
datumi so približni

#### Podrazdelitve bronaste dobe dobe
Starodavna bronasta doba Bližnjega vzhoda se lahko razeli na sledeč način:

### Mezopotamija
V Mezopotamiji so se od okoli 3500 pred našim štetjem že pojavile urbane družbe s centraliziranim upravljanjem, pisavo, specializacijo obrti in socialno neenakostjo, ki je splošno znana kot kultura Uruk. Ta bakrena kultura je obstajala pred širjenjem brona.
Okoli 3000 pred našim štetjem je bilo v obdobju Uruk prvič uveljavljeno trgovalno omrežje za distribucijo brona. Do konca zgodnjega dinastičnega obdobja so to izključno arzenove bakrove zlitine. Od Akadskega kraljestva dalje se trgovina z bronom nadaljuje, dokler ni arzenove bakrove zlitine končno popolnoma nadomestil bron okoli 2000 pred našim štetjem.
Sprememba v zlitini je povzročila tudi spremembe v trgovinskih odnosih in s tem tudi politično in gospodarsko konstelacijo celotne jugozahodne Azije. Baker je bil uvožen iz Anatolije in iranskega visokogorja. Arheološko in zgodovinsko so bili rudniki kositra le v Afganistanu. Ker na sosednji iranski planoti okoli 2000 pred našim štetjem niso našli brona se zdi verjetno, da je trgovina potekala v Perzijskem zalivu do Mezopotamiji.
Ves čas je bil Bližnji Vzhod bronast, nakar ga je najkasneje okoli leta 1000 pred našim štetjem. končno nadomestilo železo kot bolj primeren material.

### Egipt
Izraz "Bronasta doba", s številnimi pisnimi viri in posledično pravilni zgodovini glede na zgodovinska obdobja in dinastije, se uporablja le pogojno in redko za delitev egipčanske zgodovine. Baker je bil znan že približno 4000 pr. n. št. v kulturi Badari, z določeno količino arzena dodano vedno na začetku. Naslednje tisočletje prevladuje v Zgornjem Egiptu kultura Naqada in v Spodnjem Egiptu kultura Maadi. Obe kulturi pripadata bakreni dobi. Bronasta doba se začne kmalu po začetku nastajanja egiptovske države, tik pred 2700 pr. n. št.. Prvi pravi bron (bakra in kositer 7-9%) je bil najden v posodi iz groba kralja Kasekemuja. Lahko se primerja Staro Kraljestvo (okoli 3000-2200 pr. n. št.) in zgodnja bronasta doba, Srednje Kraljestvu (okoli 2000-1650 pr. n. št.) in srednja bronasta doba in Novo kraljestvo (okoli 1550-1070 pr. n. št.) kot pozna bronasta doba. Šele v Srednjem Kraljestvu je bil bron res bolj pogost, medtem ko je prej prevladoval baker ali druge bakrove zlitine. Zaradi pomanjkanja surovin je bil skoraj vse bron uvožen v Egipt. Kamnita orodja najdena v celotnem obdobju so še naprej uporabljali.

### Južna Arabija
Zgodovina Južne Arabije je še vedno premalo znana. Do približno 3200 pr. n. št. se zdi, da je prevladovalo nomadsko življenje. O stalnih naseljih sklepajo po lončarskih izdelkih in pridelkih. Mogoče je razlikovati med različnimi lokalnimi kulturami, katerih prebivalci so živeli v naseljih, ki so bila velika nekaj hektarjev. Datum uvedbe brona je sporen, baker in bakrove zlitine so od približno 2500 pr. n. št., kar se izkazuje z gotovostjo. Verjetno je da je kovinsko tehnologijo uvedla Palestina. Železna doba se je začela v prvem tisočletju pred našim štetjem in s prihodom visokih kultur.

### Palestina
Bronasta doba Palestine se je začela okoli 3300 pr. n. št.. Bila je nadaljevanje bakrene dobe z visokimi tehničnimi standardni kovinske predelave (primer Nahal Mišmar, dolina ob Mrtvem morju). Za bronasto dobo Palestine je značilen pojav mestnih državic. Palestina je ležala med nekdanjimi civilizacijami kot so Egipt, Sirija in Mezopotamija in so nanjo močno vplivale kot na tranzitno državo.
V zgodnji bronasti dobi (okoli 3300-2000 pr. n. št.) so iz vasi nastala nova naselja, ki so že imeli precej urbani značaj. Mnoga od njih so bila močno utrjena, kar kaže na vojne čase. Lončarstvo ježe doseglo visoko strokovno raven. Lončenina je bila delno pobarvana. Nekaj kovinskih predmetov iz tega obdobja se je ohranilo, kažejo na dobro spretnost izdelave zlitine čeprav bakru še niso dodajali kositra in tako še ni bil pravi bron. Umrle so pokopavali v neposredno vklesane grobnice v skalne gmote. Država je bila v mestnih državicah dobro organizirana. Ni dovolj dokazov o obsežni trgovini, čeprav se je ta že na začetku odvijala s sosednjim Egiptom, ko so Egipčani prečkali Palestino po morju ko so šli v Biblos in Sirijo. Od 2400-2000 pr. n. št. obstajajo skoraj vse arheološke ostaline iz Palestine.
Od leta 2000 pred našim štetjem se je začela srednja bronasta doba; lahko se imenuje zlata doba. Na začetku tega obdobja je prebivalstvo še živelo tudi nomadsko. Od leta 1800 pr. n. št. so se pojavila številna mesta. Trgovina z Egiptom je cvetela. Iz Jeriha so številni dobro ohranjeni grobovi iz tega obdobja, iz njih pa številni, posebej leseni predmeti, kot so pohištvo in školjke. Iz drugih krajev izvira zlat nakit. Najdbe bronastega orožja kažejo, da se je bron resnično proizvajal.
Od 1550 pr. n. št. je Palestino osvojil Egipt, kar pomeni začetek pozne bronaste dobe v Palestini. Mestne države so še vedno obstajale in s prihodom pisave je regija v luči zgodovine dobro znana.

## Evropa

#### Časovnica Evrope
Nekaj primerov kultur bronaste dobe.
Datumi so približni
Izbrane kulture se med seboj prekrivajo in označena obdobja niso popolnoma v skladu z njihovo razširjenostjo.

### Egejska doba

#### Ciper
Bronasta doba na Cipru je del obdobja bakrene dobe (od okoli 3900 pr. n. št.), ki se je začela približno 2600 pr. n. št.. Ciper je bil bogat z nahajališč bakra in je imel poseben pomen v mednarodni trgovini. Ali je bila beseda "baker" dobila ime po otoku s svojimi bogatimi nahajališči ali obratno, je nejasno. Začetek zgodnje bronaste dobe se zdi, da je na otoku prinesel pomembne politične spremembe. Naselja so bila predvsem na severu otoka, kamor so se morda priseljevali iz Anatolije. Našli so le nekaj naselij. To obdobje je znano predvsem iz grobov.
Z začetkom srednje bronaste dobe (okoli 1900-1650 pr. n. št.), so se začeli številni stiki z drugimi sredozemskimi kulturami. Ciper (v akadščini: Alašija) je omenjen v klinastih besedilih. Konec obdobja je označeno z državljansko vojno. Najdbe orožja so pogoste, naselja so bila močno utrjena. Zdi se, da je to povezano s političnimi nemiri v Siriji in Mali Aziji. Trgovina z Egiptom in Palestino se je dramatično povečala. Ciper je zdaj izvoznik bakra in majhnih stekleničk, ki so nekoč verjetno vsebovale luksuzne kreme. Iz pozne bronaste dobe (okoli 1650-1050 pr. n. št.) izvirajo mesta in pisava. Ciper se je tako pridružil zgodovini.

#### Grško zgodnje obdobje
V tretjem tisočletju pred našim štetjem se je več naselij razvilo na Kreti, na osrednjih lokacijah obrti in trgovine. Minojska civilizacija je prva napredna civilizacija ustanovljena v Evropi. Gospodarsko dominantna elita je bila v preteklih letih monarhična oblika vladavine. Minojska palačna kultura se je kmalu razširila na grško celino. Tam se je bronasta doba  začela v heladskem obdobju, na otočju Kikladi v južnem Egejskem morju s Kikladsko kulturo. S palačno kulturo so Minojci pripeljali na grško celino nastanek centrov moči, še posebej v dvorcu v Mikenah. Dinastija grobnic je nastala kot mikenska kultura pozne bronaste dobe v Grčiji.
V zahodnem delu Male Azije, je zgodnja bronasta doba povezana s fazo Troja I.

### Srednje in severno evropska bronasta doba
V srednjo in severno Evropo je bronasta doba prišla pozno (okoli 2200 pr. n. št.). Za srednjeevropsko bronasto dobo so bili zaznani trgovinski stiki med severno Evropo in  območjem Egejskega morja. Priča živahnih trgovinskih stikov so med drugim skalne poslikave Carschenna (Švica), svetišče, ki so ga uporabljali ob mulatjeri čez Alpe. Bronasta doba se identificira s pomočjo različnih oblik pokopnih gomil in žarnih grobišč. Najpomembnejša najdba zgodnje bronaste dobe v Evropi je Nebesni disk iz Nebre, krožna bronasta plošča z aplikacijami v zlatu in očitno predstavlja astronomski pojav in verski simbol, njegova starost je ocenjena na 3700-4100 let; je tudi najstarejši primer na svetu ki kaže nebo. Od junija 2013 se je "Nebesni disk iz Nebre" na Unescovem seznamu svetovne dokumentarne dediščine v Nemčiji). Kot posebni umetniški predmeti tega obdobja so se uporabljali zlati klobuki.
Nordijska bronasta doba (približno 1800 pr. n. št.) je bronasta doba v severni Evropi in Skandinaviji, ki se nadaljuje v skladu s širjenjem bronaste dobe z nekoliko zakasnitve. Baker in kositer se je uvažal zaradi pomanjkanja lastnih nahajališč. Kovinski deli Nordijskega kroga so med najboljše ohranjenimi proizvodi iz bronaste dobe. Kot bronasti nakit je bil razširjen tudi dlje (Pas iz Holštajna).

### Vzhodnoevropske bronasto-dobne kulture
- Kultura Andronovo in kultura komornih grobnic, 2000–900 pr. n. št. v zahodni Sibiriji (Ural) in zahodnih azijskih stepah
- Severna Pontic kultura (Črno morje)
- Kultura Srubna (Jugovzhodna Evropa, Zahodna Azija)
- Skupina Turbino (Ural, vzhodna Rusija, Sibirija)

### Bronasta doba v Sloveniji
V Sloveniji je začetek bronaste dobe postavljen v 22. stoletje pr. n. št. in v grobem sovpada s propadom kulture na Ljubljanskem barju, ki izvira še iz neolitika. Na Slovenskem je to obdobje slabo raziskano, saj ni znano niti eno nahajališče iz tega časa.
V času srednje bronaste dobe je bilo območje Slovenije razdeljeno na dva kulturna kroga. Kras in Istro je poseljevala t. i. kaštelirska kultura, ki je svoje ime dobila po značilnih naseljih na vzpetinah, kaštelirjih, ki so bila utrjena s kamnitim obzidjem (naselje Debela griža pri Komnu, Kaštelir pri Elerjih). Srednjeevropska kultura gomil pa je s svojim obrobjem segala na območje današnje Štajerske. Zanjo so značilni pokopi v zemeljskih gomilah, svoja naselja pa so prebivalci gradili tako v nižinah kot na vzpetinah (Brinjeva gora nad Zrečami, Rabotnica nad Branikom, Turnišče pri Ptuju, Morje pri Framu).
Kultura žarnih grobišč je konec 14. stoletja pr. n. št. zajela celo srednjo Evropo in s seboj prinesla novo poselitveno strukturo. Namesto pokopa celih trupel v zemeljskih gomilah se je širom Evrope nenadoma uveljavil sežig trupel in pokop žar s posmrtnimi ostanki in pridatki na planih grobiščih. Te spremembe v materialnem in duhovnem svetu pričajo o selitvah ljudstev, ki so povzročile propad predhodnjih srednjeevropskih bronasto-dobnih kultur.
V Sloveniji se tako močno spremeni poselitvena struktura na območju Štajerske, kjer se uveljavijo žarna grobišča. Poleg Štajerske, ki je bila najgosteje poseljena, pa kultura žarnih grobišč obsega še Prekmurje in področje osrednje Slovenije. Iz tega obdobja so znana naselja v Ormožu, Oloris pri Dolnjem Lakošu, Rabelčja vas na Ptuju, Rifnik, ter žarna grobišča v Ljubljani, Rušah, na Pobrežju v Mariboru, pod Brežcem pri Divači in drugod.
Raziskani žarni grobovi se med seboj močno razlikujejo po številu in bogastvu pridatkov, kar priča o razdrobljeni hierarhiji znotraj prazgodovinske skupnosti. Med pridatki prevladuje lončenina, pokojnikov nakit, ter posamezno dragocenejše okrasje (obeski, amuleti).
Kaštelirska kultura v Tržaškem zaledju, na Krasu in v Istri pa vse do 10. stoletja pr. n. št. ni vključena v kulturo žarnih grobišč, temveč jo še vedno obvladuje kaštelirska kultura.
Vso bronasto dobo ljudje kot začasna (predvsem lovska) zatočišča uporabljajo tudi jame in skalne previse. Mnogo tovrstnih zatočišč je bilo na Slovenskem odkritih na Krasu, oz. na Primorskem; Podmol pri Kastelcu, Jama pod Predjamskim gradom v Predjami. O poselitvi pričajo predvsem kurišča in najdeni fragmenti keramičnega posodja.
Proti koncu 11. in 10. stoletja pr. n. št. postaja naš kulturni prostor vedno bolj razdrobljen, saj na njem biva več manjših skupnosti - ruška, dobovska in ljubljanska. Bronasta doba se na Slovenskem konča v 8. stoletju pr. n. št., ko se tudi v Sloveniji uveljavi železna doba.

## Centralna Azija
Okoli 2200-1700 pr. n. št. so našli v današnjem Turkmenistanu in Afganistanu kulturo Oxus - tudi kultura Oaze v puščavi Karakum. Imenovana po odkritelju tudi BMAC (Bactria-Margiana arheološki kompleks) po starodavnem imenu regije dokazuje visoko raven lončarstva in kovinarstva. Zgrajene so bile monumentalne zgradbe in namakalni sistemi. Celo prej kot na Kitajskem (od približno 2300 pr. n. št.) se zdi, da so razviti pisavo. Razlog za propad kulture Oxus še ni jasen.

## Južna in vzhodna Azija
V Indiji je nastala Indska civilizacija oziroma Indska kultura, včasih imenovana tudi Harappa ali Harappa kultura, po enem od glavnih arheoloških krajev pri Ravi (Punjab, Pakistan. Bila je starodavna civilizacija, ki se je razvila okoli leta 2800 - 1800 pr. n. št. vzdolž reke Ind v severozahodnem delu indijske podceline.
Zgodovinarji ne strinjajo o datumih obsega "bronaste" na Kitajskem. Najstarejše bronaste predmete so našli na najdišču kulture Majiayao (med 3100 in 2700 pred našim štetjem).
Na Kitajskem je sledila zgodnja bronasta doba dinastije Šja (okoli 2200 -1800 pred našim štetjem), dinastije Šang (okoli 1570-1066 pr. n. št., ki se imenuje tudi Jin). Iz tega časa so tudi prve najdbe pisnih pričevanj na Kitajskem in obdelan bron.
Kitajski artefakti iz brona so na splošno bodisi utilitaristični, kot kopja ali sekire ali "obrednih bron", ki je bolj izpopolnjena različica v plemenitih materialih vsakdanjih posod, kot tudi orodja in orožja. Številni so primeri veliki žrtvenih trinožnikov znanih kot ding v kitajščini, obstajajo pa tudi številne druge oblike. Ohranjeni identificirani kitajski ritualni bronasti predmeti so zelo dekorirani, pogosto s taotie motivom, ki vključuje visoko stiliziran obraz požrešne pošasti. Ti se pojavljajo v treh glavnih vrstah motivov: demoni, simbolične živali in abstraktni simboli.
Začetek bronaste dobe na Korejskem polotoku je okoli 900 - 800 pr. n. št. Čeprav kultura korejske bronaste dobe izhaja od kulture Liaoning in iz Mandžurije, ta izkazuje edinstveno tipologijo in sloge, zlasti obrednih predmetov.
Kultura obodbja Mumun keramike na južnem Korejskem polotoku je postopoma sprejela proizvodnjo brona (c. 700-600 pr. n. št.), po obdobju, ko so bila bronasta bodala in drugi bronasti predmeti Liaoning sloga izmenjani iz notranjega dela južnega polotoka (c. 900-700 pred našim štetjem). Bronasta bodala so lastniku omogočala ugled in avtoriteto in so bila pokopana z njim v visoko statusnih megalitskih pokopih na južni obali, kot je najdišče Igeum-dong. Bron je bil pomemben element pri obredih in kot za pogrebni pridatki do leta 100 pr. n. št..

## Afrika južno od Sahare
V Zahodni Afriki niso našli nič iz bronaste dobe, zdi se, da je prehod iz neolitika neposredno do železne dobe. Tako so našli v istih plasteh sekire iz poliranega kamna poleg tistih iz železa. Nova tehnologija je verjetno prišla preko trans-saharskih poti iz Magreba ali iz Egipta preko Nubije.

## Oceanija
V Avstraliji in Oceaniji do kolonizacije s strani Evropejcev ni kulture kovin.

## Ameriki
Običajno za Evropo in sosednje regije, klasifikacija zgodovine glede na uporabljen material, v glavnem ni skupen za obe Ameriki. Kljub temu pa je mogoče dodeliti nekaterim predkolumbovskim kulturam neke vrste "bronasto dobo". Torej bi lahko kultura Chimú (okoli 1270-1470) proizvajala bron, kar dokazuje najdba iz časa pred Inkovskim imperijem. Predhodnik kulture Močikov ali Močejske kulture (1.-7. stoletje) so obdelovali baker in zlato-bakrene zlitine imenovane Tumbago. Misisipijski kulturi (približno 900-1600) se lahko dodeli zgodnja bakrena doba.
Znane ameriške kulture, kot so Maji, Tolteki in Azteki nikoli niso dosegli širše stopnje kovinskih uporabnih predmetov, z izjemo kultnih naprav, ki so bile običajno narejene iz bolj ali manj čistih plemenitih kovin. Orodja so bila predvsem iz organskega materiala in / ali kamna.

## Bronastodobni depoji
Kot posebnost bronaste dobe velja omeniti depoje. Gre za deponirane, v zemljo zakopane najdbe kovinskih predmetov, med katerimi prevladujejo razne oblike orodij in orožij (sekire, puščične osti, meči, sulice, ipd). Nekateri depoji ne vsebujejo več kot le nekaj predmetov, znani pa so tudi depoji, ki tehtajo več deset kilogramov in vsebujejo več kot sto posameznih predmetov. Namen depojev še ni natanko znan, največ podpornikov pa ima teza, ki pravi, da gre za kultne darove bogovom v onostranstvu, saj so depoji največkrat locirani na samotnih in težje dostopnih mestih izven naselij, kot so raznorazne jame, skalne razpoke, itd., prav tako pa jih je mnogo odkritih v bližini voda. V bližini Škocjanskih jam je bil odkrit na Slovenskem največji depo, depo v Mušji jami.
Mušja jama je skoraj 50 m globoko navpično kraško brezno. Vanj je bilo tekom več stoletij v prazgodovini odvrženih več kot 600 dragocenih kovinskih predmetov in posodja, to darovanje pa je bilo očitno del kulta, saj je bila večina predmetov pred darovanjem ožganih v ognju.